# Ancherythroculter wangi
Ancherythroculter wangi là một loài cá chép thuộc chi Ancherythroculter. Loài này có ở thượng nguồn sông Trường Giang, Trung Quốc.
Loài này được đặt theo tên của F. T. Wang (không có thông tin gì khác), người có công cung cấp mẫu vật của loài này.